# 폴 토머스 (베이스 기타 연주자)
폴 토머스(Paul Thomas, 1980년 10월 5일 - )는 미국의 음악가로, 굿 샬럿의 일원이다.